# Serhiy Skachenko
Serhiy Skachenko est un footballeur ukrainien né le 18 novembre 1972. Il était attaquant.